# Wólka Jagielczyńska
Wólka Jagielczyńska [pronunciación en polaco: /ˈvulka jaɡʲɛlˈt͡ʂɨɲska/] es un pueblo ubicado en el distrito administrativo de Gmina Czerniewice, dentro del condado de Tomaszów Mazowiecki, Voivodato de Łódź, en el centro de Polonia. Se encuentra a unos 4 kilómetros al noreste de Czerniewice, a 22 kilómetros al noreste de Tomaszów Mazowiecki, y a 51 kilómetros al este de la capital regional Łódź.